# Der Mann in der eisernen Maske (1998)
Der Mann in der eisernen Maske (Originaltitel: The Man in the Iron Mask) ist ein US-amerikanisch-britisch-französischer Mantel-und-Degen-Film aus dem Jahr 1998. Regie führte Randall Wallace, der auch das Drehbuch schrieb. Die Hauptrollen spielen Leonardo DiCaprio, Jeremy Irons, John Malkovich, Gérard Depardieu und Gabriel Byrne.

## Handlung
Die Geschichte spielt in Frankreich unter der Herrschaft von König Ludwig XIV. Der König ist verdorben und skrupellos. Während sein Volk hungert, feiert er Feste und umgibt sich mit schönen Frauen. Es kommt daher zu Aufständen und Anschlägen auf sein Leben, doch der Kommandant der Musketiere der Garde, d’Artagnan, kann sie gerade so vereiteln. Die Musketiere Athos, Porthos und Aramis sind inzwischen nicht mehr aktiv und gehen verschiedenen Beschäftigungen nach.
Der König verliebt sich in Christine, die bereits so gut wie verlobt ist und den König daher abweist. Ludwig löst das Problem, indem er Christines Geliebten im Krieg an vorderste Front beordern lässt, sodass dieser fällt. Daraufhin macht der König Christine zu seiner Mätresse.
Dieses Vorgehen ist der Tropfen, der das Fass für Athos, Porthos und Aramis zum Überlaufen bringt: Christines Verlobter war Athos’ einziger Sohn, der nun durch die Skrupellosigkeit des Königs sterben musste. Die drei treffen sich mit d’Artagnan und versuchen, ihn zu überreden, gemeinsam mit ihnen den König zu stürzen. D’Artagnan befindet sich als Sicherheitschef des Königs in einem Loyalitätskonflikt, dessen Ausmaß erst im Verlauf des Filmes offenbar wird. Vorerst erklärt er nur, dass er daran glaube, dass sich jeder Mensch, auch Ludwig, ändern könne, und dass er seinen Schwur, den König zu schützen, nicht brechen möchte.
Athos, Porthos und Aramis brechen also allein auf. Ihr Plan ist es, Ludwigs Zwillingsbruder an Stelle des Königs auf den Thron zu setzen. Dass es diesen Bruder gibt, ist nur wenigen Personen (darunter Aramis) bekannt. Die drei Musketiere befreien den jungen Philippe, der unter einer eisernen Maske sechs Jahre lang ein elendes Dasein im Kerker gefristet hat. Sie bringen ihm eilends höfische Manieren bei und tauschen ihn auf einem Maskenball gegen Ludwig aus. Durch sein mitfühlendes Benehmen und seine sanfte Art unterscheidet sich Philippe jedoch so auffallend von seinem Bruder, dass d’Artagnan sehr schnell misstrauisch wird und der Plan auffliegt. Die drei Musketiere können entkommen, Philippe wird jedoch erneut gefangen genommen. D’Artagnan erfährt erst jetzt, dass sein König einen Zwillingsbruder hat, und bittet gemeinsam mit der Königinmutter Anna um Philippes Leben. Ludwig lässt Philippe wieder die Maske anlegen, in vollem Bewusstsein, dass eine solche Strafe für seinen Bruder schlimmer ist als der Tod. Durch diese grausame Behandlung verliert Ludwig endgültig d’Artagnans Loyalität: Er gibt Athos, Porthos und Aramis einen Hinweis, wann sie Philippe befreien können. Durch ein Gespräch zwischen d’Artagnan und Königin Anna wird im Anschluss klar, dass sie ein heimliches Liebespaar waren und Ludwig und Philippe d’Artagnans Söhne sind.
Ludwig ahnt indessen, dass sich d’Artagnan von ihm abwendet, und lässt ihn beobachten. Als d’Artagnan sich aufmacht, seinen Freunden bei Philippes Befreiung zu helfen, folgt ihm der König mit Musketieren.
Im Gefängnis kommt es zum großen Showdown: Die fünf Freunde sind umstellt und können das Gefängnis nicht verlassen. Ludwig bietet d’Artagnan an, zum Dank für treue Dienste sein Leben zu schonen, wenn er sich ergebe, aber d’Artagnan lehnt ab. Er erklärt dem verblüfften Philippe, dass er seinen König aufgeben konnte, nicht aber seinen Sohn. Die vier Musketiere beeindrucken mit ihrem Mut und ihrem Können ihre Gegner, woraufhin diese blind feuern und keinen der Musketiere stark verletzen. Ludwig versucht daraufhin wütend, Philippe mit seinem Dolch zu töten, d’Artagnan wirft sich dazwischen und stirbt. D’Artagnans Stellvertreter, Bewunderer und Nachfolger ist über diesen Mord derart erschüttert, dass er den Musketieren beim Austausch der Brüder hilft. Somit wird Ludwig ein weiteres Mal gegen Philippe ausgetauscht, diesmal aber endgültig.
Der Film endet mit d’Artagnans Beerdigung und dem historisch inkorrekten Hinweis, dass Ludwig XIV. seinem Volk Frieden und Wohlstand gebracht habe.

## Kritiken
Der Film hat eine Kritikerwertung von 32 % bei Rotten Tomatoes, basierend auf 41 Filmkritiken.
In der Zeitschrift Cinema 04/1998 wurde der Film als „kraftlos“ bezeichnet, in TV Spielfilm 08/1998 als „altbacken“.

„Neuerliche Verfilmung des abenteuerlichen Romans von Alexandre Dumas, die routiniert unterhält, letztlich aber ohne sonderliche inhaltliche und gestalterische Inspiration bleibt. Auch die zahlreich auftretenden Stars verleihen dem sonst enttäuschenden Film keinen Glanz.“

## Auszeichnungen
Der Film gewann den Bogey Award. Gérard Depardieu wurde für den European Film Award nominiert. Nick Glennie-Smith gewann den Film & Television Music Award der American Society of Composers, Authors and Publishers. DiCaprio wurde die eher zweifelhafte Ehre zuteil, mit der Goldenen Himbeere ausgezeichnet zu werden in der Kategorie des schlechtesten Leinwandpaares.
Die Deutsche Film- und Medienbewertung FBW in Wiesbaden verlieh dem Film das Prädikat wertvoll.

## Hintergrund
Der Kinofilm basiert auf dem Roman Le Vicomte de Bragelonne von Alexandre Dumas, der wiederum auf Spekulationen über die Identität des Mannes mit der eisernen Maske, eines mysteriösen Staatsgefangenen Ludwigs XIV., basiert. Der Roman wurde bereits in den Jahren 1923, 1929, 1939, 1977 und 1979 verfilmt. Metro-Goldwyn-Mayers Tochterunternehmen United Artists verlieh diesen Kinofilm und produzierte ihn über ihre eigene Tochtergesellschaft United Artists Corporation Ltd.
Der Eiskunstläufer Alexei Jagudin gewann bei den Olympischen Winterspielen 2002 die Goldmedaille mit einer Kür, die er zu Ausschnitten des Soundtrack von Nick Glennie-Smith lief.